# メルカド・リブレ
メルカド・リブレ（スペイン語：Mercado Libre ポルトガル語：Mercado Livre 表記名：MercadoLibre；メルカドリブレ）は、アルゼンチン、ブエノスアイレスに本社を置くeマーケットプレイス（越境EC）を運営する電子商取引企業。なお、Mercado Libreとはスペイン語で『自由市場』のこと。

## 概要
アメリカで法人化した企業となり、「mercadolibre.com」などEコマースやオンラインオークション専用のオンラインマーケットプレイスの運営を行っている。2016年現在、メルカドリブレのラテンアメリカにおけるユーザー数は1億7,420万人を記録し、ラテンアメリカ地域では最も人気のあるECサイトとなっている。 同社はアルゼンチン、ボリビア、ブラジル、チリ、コロンビア、コスタリカ、ドミニカ共和国、メキシコ、スペイン、エクアドル、グアテマラ、ホンデュラス、ペルー、パナマ、ウルグアイ、ベネズエラで事業を展開している。
ラテンアメリカ地域で最も利用されているeマーケットプレイスとなり、ブラジルのeマーケットプレイス「B2Wヴァレジョ」とのシェア争いが繰り広げられており、利用者数でほぼ変わらず、次いで中国のAliExpress、アメリカのWishが続き4強が形成されている。また、メルカドリブレの利用者は本国アルゼンチンよりもブラジル、メキシコでの利用者の方が多く、送料無料ラインの設定や紛失補償を行ったことでメキシコでは全体の87%をメルカドリブレが占める結果となっている。

## 歴史
メルカドリブレは1999年、アルゼンチンで設立された。創設者兼CEOであるマルコス・ガルペリン（Marcos Galperin）は、スタンフォード大学在学中に会社を設立しており、HM Capital Partnersの共同創設者であるジョン・ミューズから
出資を得ているが、この他にJPモルガン・チェース、Flatiron Partners、ゴールドマン・サックス、GEキャピタル、およびサンタンデール銀行からの追加資金提供を受けている。1999年には、メルカドリブレは起業家を支援する目的で設立された非営利の投資家集団であるエンデバーから優良な投資先として選ばれている。
2001年9月、eBayが同社の19.5％の株式を購入。eBayは2016年にメルカドリブレの株式を売却しているが、eBayの販売業者がラテンアメリカ市場への販路拡大を目的に引き続き協力関係を締結しており、eBayは、2017年3月、チリのメルカドリブレのマーケットプレイス上に初となるブランドストアをオープンしている。翌月、メルカドリブレは、eBayの以前の買収であった「iBazarS.A.」のブラジル子会社である「iBazarComo」を買収。 2006年にはコスタリカ、パナマ、ドミニカ共和国でサイト運営を開始した。
2007年8月、NASDAQに上場し、これは、ラテンアメリカ発祥の企業としては初となるIT企業となった。2008年8月に競合他社の「DeRemate」の事業を買収。2008年には「ClassifiedMediaGroup（CMG）」も買収したことで、CMGはラテンアメリカのeコマースポータルサイトである「tucarro.com」「tuinmueble.com」の設立を行っている。
2011年、同社はプラットフォームをオープンソース技術に移行した。この移行により、アプリケーションプログラミングインタフェース（API）開発者がプラットフォームのソリューションとサービスの拡張が行えるようになっている。2013年には、メルカドリブレのAPIを使ってソフトウェアを作成するテクノロジースタートアップへの投資を目的とした「MeLi Commerce Fund」を設立。Mercado Libreは2014年にチリのクラシファイド広告サイトである「Portal Inmobiliario」の買収を発表。 2015年、メキシコの不動産会社である「Grupo Expansión」のポータルサイトであった「Metroscúbicos.com」の買収を発表した。
2016年、ブラジル本社をサンパウロにある新オフィスに移転する。新しいソフトウェアセンターとしてアルゼンチンのコルドバへの拡大を発表。2016年10月には、ボゴタにコロンビア初となるオフィスを開設している。また、これはラテンアメリカにおける4番目のカスタマーサービスセンターでもあった。なお、他のカスタマーサービスセンターは、アルゼンチン、ブラジル、ウルグアイに構えている。
2019年、アルゼンチン、ブラジル、メキシコに初となる配送センターを開設した。
2020年3月、チリとコロンビアに新しい配送センターを開設し、2020年6月には、コロンビアに新しいソフトウェアセンターの設立を表明している。
2021年3月、ブラジルの事業に18億ドル（約2,350億円）の巨額投資を行うことを発表した。

## 運営
メルカドリブレは、主に以下の5つの事業によって構成されている。
- MarketPlace - 商品販売を行うためのプラットフォーム。
- Mercado Pago - オンライン販売で使用する電子決済プラットフォーム。
- Mercado Publicado - 電子公告事業。
- Mercado Shops  - マーケット内で使用される各種ツール開発事業。
- Mercado Crédito - クレジットカード決済事業。

この他に「Mercado Libre Classificados」名目で不動産販売と自動車販売事業も展開しており、月額利用料を支払うことでサイト上に不動産と自動車に関する物件を掲載できる仕組みとなっている。
決済手段の多様化を図る目的で、安全な決済システムとなる「MercadoPago」を開始している。 MercadoPagoは2016年に1億3,870万件の取引を処理しており、これは、2015年から73%の改善となる。 2012年に開始された「MercadoShops」では、企業が既存のウェブサイト上で仮想店舗を開設できるよう設計されており、各種SNSとの連携を特徴としている。 2014年10月には、カードリーダーを使用し、QRコードを使ってタブレットやスマートフォンで課金処理ができるMercadoPagoのモバイルアプリをリリース。 2016年7月にはコロンビアでの電子決済システムを開始した。